# مانی کووالسکی
مانی کووالسکی (آلمانی: Manja Kowalski؛ زادهٔ ۲۵ ژانویهٔ ۱۹۷۶) قایقران روئینگ اهل آلمان بود.
از افتخارات وی میتوان به کسب مدال طلا قایقرانی روئینگ چهار نفره دو پارو در بازی‌های المپیک تابستانی ۲۰۰۰ اشاره کرد.